# Кейт Ентоні
Кейт Ентоні (англ. Kate Anthony; нар. 11 квітня 1964, Лідс, Англія, Велика Британія) — англійська акторка, найбільш відома за роллю Пем Гобсворт у телесеріалі «Вулиця коронації».

## Життєпис
Кейт Ентоні народилася 11 квітня 1964 року в Лідсі, Англія. 
Закінчила Академію драматичного мистецтва Вебера Дуґласа.

## Фільмографія
- 2016 — Гра престолів / Game of Thrones — епізодична роль
- 2015 — Отець Браун / Father Brown — Етель Девіс
- 2008-2012 — Вулиця коронації / Coronation Street — Пем Гобсворт
- 2008 — Серцебиття / Heartbeat —місіс Галлоран
- 2007 — Закон / The Bill — Бев Морріс
- 2006 — Мешканці Іст-Енду / EastEnders — Енні Ґрей
- 2002-2016 — Лікарі / Doctors — Бетті Воррен / Гелен Морріс / Еллі Мерфі
- 2002 — Ангел з майбутнього / An Angel for May — місіс Креншо
- 2001-2007 — Суддя Джон Дід / Judge John Deed — епізодична роль
- 1999-2018 — Голбі-Сіті / Holby City — Джилл Прінс
- 1986-2018 — Катастрофа / Casualty — Енджел Філіпс